# Solidaridad (Irlanda)
Solidaridad, anteriormente conocida como la Alianza Antiausteridad (AAA), es un partido político irlandés de tendencia socialista. Fue lanzado en 2014 cuando fue  registrado como un partido político con capacidad para disputar elecciones locales y presentó al menos cuarenta candidatos en las elecciones de 2014. Todos los representantes electos de Solidaridad son miembros del Partido Socialista. 

## Puntos de vista
El partido tiene la intención de poner fin al "estatus de Irlanda como un paraíso fiscal", introducir un impuesto a las transacciones financieras, abolir el impuesto a la propiedad, aumentar el impuesto de sociedades, aumentar el impuesto a la renta a las personas con altos ingresos e introducir un "Impuesto del millonario" sobre la riqueza personal neta mayor a € 1 millón.

## Alianza Antiausteridad
El partido participó en las elecciones locales de 2014 dentro de una plataforma para la creación de empleo. El 8 de abril de 2014, lanzó un plan para crear 150.000 empleos en Irlanda al reemplazar las controvertidas iniciativas JobBridge y Gateway con un "programa de trabajos reales de obras públicas, educación gratuita y programas genuinos de capacitación".
Paul Murphy fue elegido al Dáil Éireann por el distrito Dublín Suroeste bajo la bandera de la Alianza Antiausteridad en una elección parcial en octubre de 2014. En septiembre de 2019 renunció al partido.
Ruth Coppinger fue elegida por Dublín Oeste como TD en la elección parcial de Dublín Oeste de 2014. Ambos fueron reelectos en las elecciones generales de 2016. Coppinger se convirtió en la primera mujer nominada para el cargo de Taoiseach. 
Mick Barry fue elegido como TD por el distrito electoral de Cork Norte-Central en 2016. Según el diario Irish Examiner, Barry ha sido "una figura destacada en las campañas de Cork y nacional" contra los cobros de la vivienda y del agua. 
El 7 de agosto de 2015, el partido fue eliminado del Registro de Partidos Políticos. Tuvo conversaciones en agosto de 2015 con El Pueblo Antes que el Lucro sobre la formación de una nueva agrupación política. El 17 de septiembre de 2015, los dos partidos anunciaron que se habían registrado formalmente como un único partido político con propósitos electorales. La nueva organización se llamó "Alianza Antiausteridad–El Pueblo Antes que el Lucro" y posteriormente se renombró como Solidaridad–El Pueblo Antes que el Lucro. En 2021, volvió a cambiar su nombre a El Pueblo Antes que el Lucro/Solidaridad. 

## Relanzamiento como Solidaridad
El 10 de marzo de 2017, la Alianza Antiausteridad convocó a una conferencia de prensa y anunció que se relanzaría como Solidaridad. Este cambio de nombre buscaba reflejar los "múltiples movimientos emergentes en el lugar de trabajo, los problemas económicos y sociales" y que mientras "la AAA ha jugado un papel clave en campañas como los cobros por el agua y la vivienda", la organización bajo el nombre de Solidaridad "continuará haciéndolo, pero el nombre ahora reflejará mejor nuestro trabajo de campaña sobre la derogaciones, temas LGBTQ y equidad en general".
La alianza electoral y el grupo parlamentario en el Dáil, Alianza Antiausteridad–El Pueblo Antes que el Lucro, pasó a llamarse Solidaridad–El Pueblo Antes que el Lucro. 
El concejal de la ciudad de Cork, Lil O'Donnell, abandonó el partido en el momento del cambio de marca como Solidaridad.
Rita Harrold se mantuvo en el distrito electoral de Dublín en las elecciones al Parlamento Europeo de 2019.

## Crítica
Todos los representantes electos de Solidaridad son miembros del Partido Socialista, lo que ha llevado a la crítica de que Solidaridad es una organización de fachada para el Partido Socialista Trotskista.

## Resultados de las elecciones

### Elecciones al Dáil Éireann
| Elección | Dáil | Votos de Primera Preferencia | Votos % | Escaños | Gobierno                            |
| -------- | ---- | ---------------------------- | ------- | ------- | ----------------------------------- |
| 2016     | 32.° | 41.994                       | 1,9%    | 3/158   | Minoría de Fine Gael-Independientes |
| 2020     | 33.° | 12.723                       | 0,6%    | 1/160   | Fianna Fáil–Fine Gael–Partido Verde |

### Elecciones del gobierno local
| Elección | Votos de Primera Preferencia | Votos % | Escaños |
| -------- | ---------------------------- | ------- | ------- |
| 2014     | 21.097                       | 1,2%    | 14/949  |
| 2019     | 10.911                       | 0,64%   | 4/949   |